# Carli Lloyd (voleibolista)
Carli Ellen Lloyd (Fallbrook, 6 de agosto de 1989) es una voleibolista estadounidense que se desempeña como armadora en el Unet E-Work Busto Arsizio de la Serie A1 femenina de voleibol de Italia. Formó parte de la Selección femenina de voleibol de los Estados Unidos, con la que ganó la medalla de bronce en los Juegos Olímpicos de Río de Janeiro 2016.

## Carrera

### Clubes
Comenzó a jugar voleibol en la escuela secundaria, en el Fallbrook HS . Entre 2007 y 2010 formó parte del equipo de su universidad, UC Berkeley, compitiendo en la NCAA División I. En los primeros tres años llegó a las finales regionales, mientras que en su último año llegó a la final de la NCAA, perdiendo siempre contra Penn State ; a pesar de las derrotas, en las cuatro temporadas universitarias recogió varios premios individuales, entre ellos el de Jugador Nacional del Año en 2010.
En la temporada 2011-12 fue fichada por Busto Arsizio, con quien ganó la Copa de Italia, la Copa CEV y el Scudetto, mientras que en la temporada siguiente ganó la Supercopa de Italia, pero abandonó el equipo poco antes de finalizar la temporada. En la temporada 2013-14 fichó por el Imoco Conegliano, mientras que en la temporada siguiente pasó al club azerbaiyano Lokomotiv Baku.
En el campeonato 2015-16 volvió a Italia para vestir la camiseta del Casalmaggiore, donde permaneció dos años, ganando la Supercopa de Italia 2015 y la Champions League 2015-16 . En la temporada 2017-18 llega a Turquía, donde juega la Sultanlar Ligi con el Fenerbahçe; sin embargo, una lesión antes del inicio de la temporada la obligó a renunciar a su contrato con el conjunto turco y recién volvió a las canchas en la segunda mitad de la temporada, contratada por el Barueri de la Superliga Brasileña. En esa misma liga también jugó la temporada siguiente, pero defendiendo los colores del Praia Clube, con el que ganó la Supercopa de Brasil.
En la temporada 2019-20 fichó con el club turco Eczacıbaşı, ganando la Supercopa de Turquía, mientras que en la temporada siguiente aceptó volver al club Casalmaggiore, en la Serie A1, pero descubrió que estaba embarazada antes del inicio de las competiciones, por lo que tuvo que tomar un descanso. Regresó a las canchas en 2022, con motivo de la segunda edición de la liga estadounidense Athletes Unlimited. En el campeonato 2022-23 volvió a defender los colores del club Busto Arsizio, ahora rebautizado como UYBA.

### Selección nacional
En 2011 se unió a la selección de Estados Unidos, participando en los equipos universitarios, pero sin debutar en competencias oficiales. Recibió sus primeras convocatorias a la Copa Panamericana, torneo en el que gana dos oros (en 2012 y 2015, siendo premiada como mejor colocadora en esta última ocasión) y una plata (en 2014); luego ganó el oro en los XVII Juegos Panamericanos, donde además de ser la mejor armadora, fue elegida mejor jugadora del torneo. En 2016 ganó la medalla de plata en el Gran Premio Mundial y la medalla de bronce en los XXXI Juegos Olímpicos .
Comenzó el siguiente ciclo olímpico ganando la medalla de bronce en la Copa de Grandes Campeones de 2017, seguida de la medalla de oro en la Liga de Naciones de Voleibol de 2018. En agosto de 2019 se despidió de la selección.

## Palmarés

### Clubes
- Campeonato italiano: 1 (2011-12, con Busto Arsizio)
- Copa Italia: 1 (2011-12, con Busto Arsizio)
- Supercopa italiana: 2 (2012, 2015)
- Supercopa brasileña: 1 (2018)
- Supercopa turca: 1 (2020)
- Liga de campeones de Europa: 1 (2015-16, con VBC Casalmaggiore)
- Copa CEV: 1 (2011-12, con Busto Arsizio)

### Selección nacional (otras competencias)
- Medalla de oro - Copa Panamericana de Voleibol Femenino de 2012
- Medalla de plata - Copa Panamericana de Voleibol Femenino de 2014
- Medalla de oro - Copa Panamericana de Voleibol Femenino de 2015
- Medalla de plata - Grand Prix de Voleibol de 2016
- Medalla de bronce - Copa de Grandes Campeones de 2017
- Medalla de oro - Liga de Naciones de Voleibol de 2018

### Premios individuales
- 2007 - División I de la NCAA : equipo ideal del torneo regional de Medison
- 2008 - Segundo equipo All-America
- 2009 - Segundo equipo All-America
- 2010 - Jugador Nacional del Año
- 2010 - Primer equipo All-America
- 2010 - División I de la NCAA : MVP regional de Seattle
- 2010 - División I de la NCAA : equipo ideal del torneo de Kansas City
- 2015 - Copa Panamericana : Mejor armadora
- 2015 - XVII Juegos Panamericanos : MVP
- 2015 - XVII Juegos Panamericanos : Mejor armadora
- 2016 - Champions League : Mejor armadora
- 2016 - Campeonato Mundial de Clubes : Mejor armadora